# 沖港

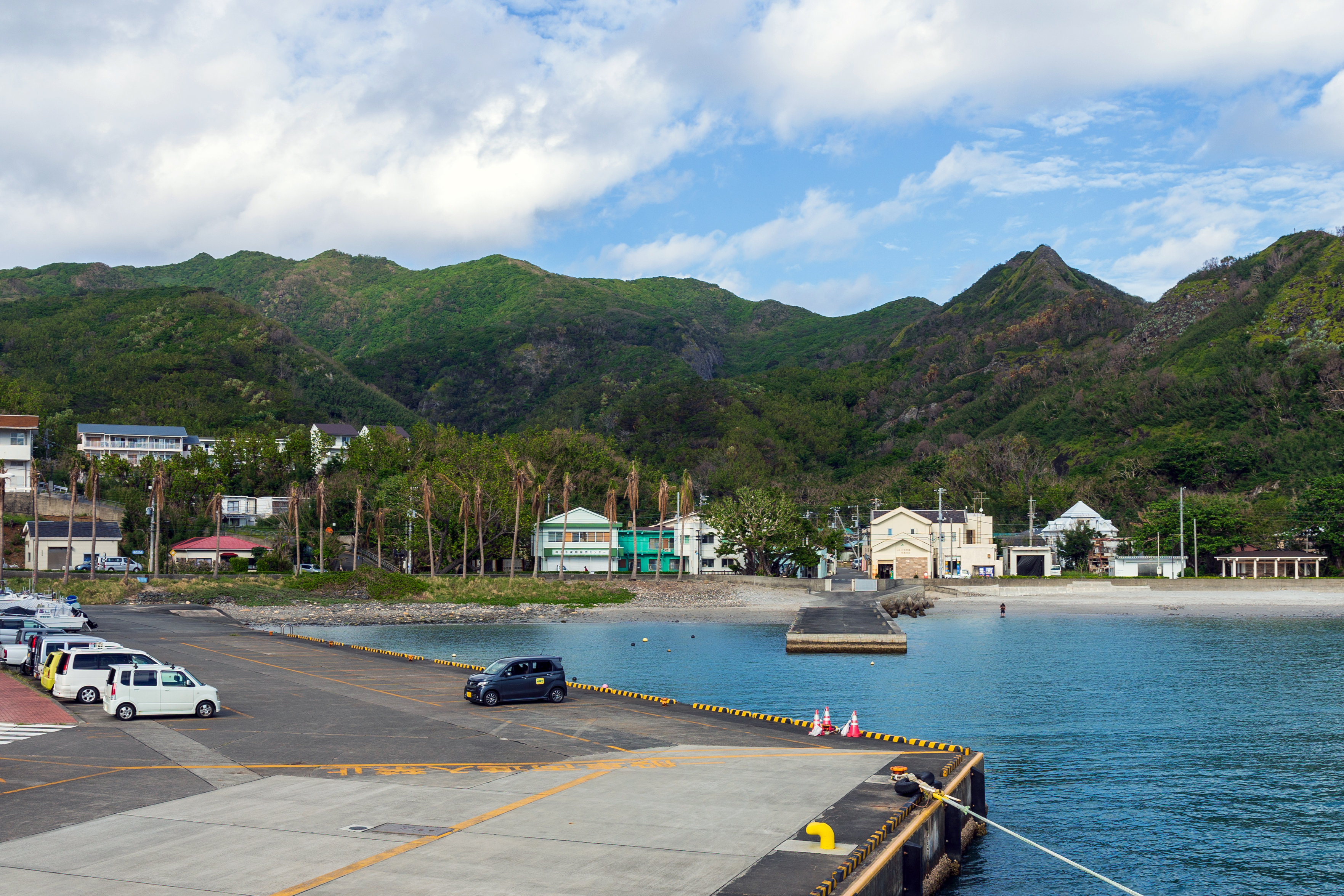
接岸中の「ははじま丸」から見た港内。奥正面に突堤が見える。

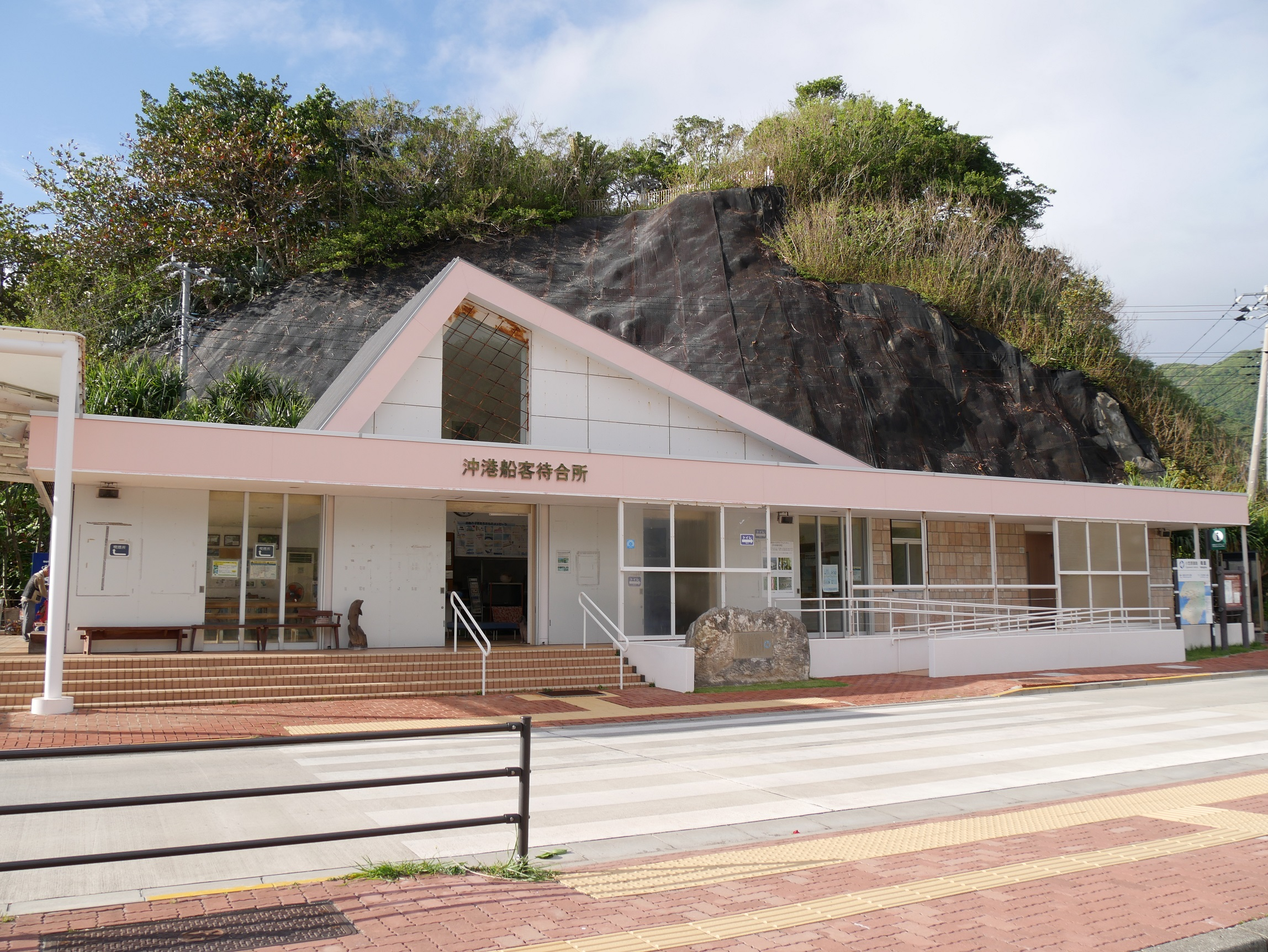
船客待合所

沖港（おきこう）は、東京都小笠原村母島にある地方港湾。統計法に基づく港湾調査規則では乙種港湾に分類される。

## 解説
母島の南西部に位置する元地集落の近くにあり、村役場がある父島との間を結ぶ定期船「ははじま丸」が発着する。母島においては「ははじま丸」が島外との唯一の交通手段であるため、当港は島民の生活維持のため必要不可欠な施設となっている。また、周辺海域における船舶の避難・休憩や補給基地としての役割も担う。
2021年の発着数は2,285隻（150,398総トン）、利用客数は22,019人（乗込人員11,015人、上陸人員11,004人）であった。

## 歴史
太平洋戦争後にアメリカ合衆国に占領されていた小笠原諸島が1968年（昭和43年）に返還された当時、当港には艀が着岸できる程度の小突堤しかない状態であった。このため早急に整備が進められることとなり、1970年8月28日に東京都管理の地方港湾に指定された。
- 1970年（昭和45年）度 - 本格的な突堤補強工事を実施、寄港船舶に対応する設備として応急的に使用。
- 1973年（昭和48年） - 岸壁 (-4.5 m) 65 m完成、貨客船の接岸が可能となる。
- 1976年（昭和51年） - 船揚場50 m完成。「第2弥栄丸」（片道3時間30分）就航。
- 1978年（昭和53年） - 防波堤A完成。
- 1979年（昭和54年） - 初代「ははじま丸」（片道2時間20分）就航。
- 1981年（昭和56年） - 防波堤B完成。
- 1982年（昭和57年） - 物揚場・船客待合所完成。2代目「ははじま丸」（片道2時間10分）就航。
- 1983年（昭和58年） - 11月の台風17号により、防波堤の消波ブロック約300個が飛散、工事用の100トンクレーンが流出するなどの被害が発生。
- 1991年（平成3年） - 外防波堤（西）完成。
- 1993年（平成5年） - 外防波堤（東）完成。
- 1995年（平成7年） - 岸壁を145 mに延伸し2バースとなり、貨客船と貨物船の同時接岸が可能となる。
- 1999年（平成11年） - 脇浜なぎさ公園完成。
- 2003年（平成15年） - 新船客待合所完成。
- 2011年（平成23年） - 日よけ施設完成。
- 2014年（平成26年） - 泊地浚渫工事開始。
- 2016年（平成28年） - 浚渫工事と岸壁の延伸を実施、岸壁 (-5 m) 180 mとなる。3代目「ははじま丸」（片道2時間）就航。

## 航路
- 伊豆諸島開発「ははじま丸」
  - 二見港（父島） - 沖港

おおむね週に5便運航。
このほか、貨物船「共勝丸」が東京港（月島埠頭） - 二見港 - 沖港間を不定期に運航しているが、旅客営業は行っていない。

## 港湾施設
- 岸壁 (-5 m)[8]
- 泊地 (-5 m)
- 防波堤[8][10]
- 船客待合所[8][10] - 母島観光協会が入居している[11]。
- 物揚場[8][10]
- 小型船溜まり[6][8]
- 緑地施設（脇浜なぎさ公園）[8][10] - 海開き、盆踊り大会などのイベント会場としても利用される[12]。